# Châteauneuf-sur-Isère
 Châteauneuf-sur-Isère  là một xã thuộc tỉnh Drôme trong vùng Auvergne-Rhône-Alpes đông nam nước Pháp. Xã Châteauneuf-sur-Isère nằm ở khu vực có độ cao trung bình 155 mét trên mực nước biển.
Đây là nơi sinh của Hugh của Châteauneuf.